# Sachsler Meditationstuch

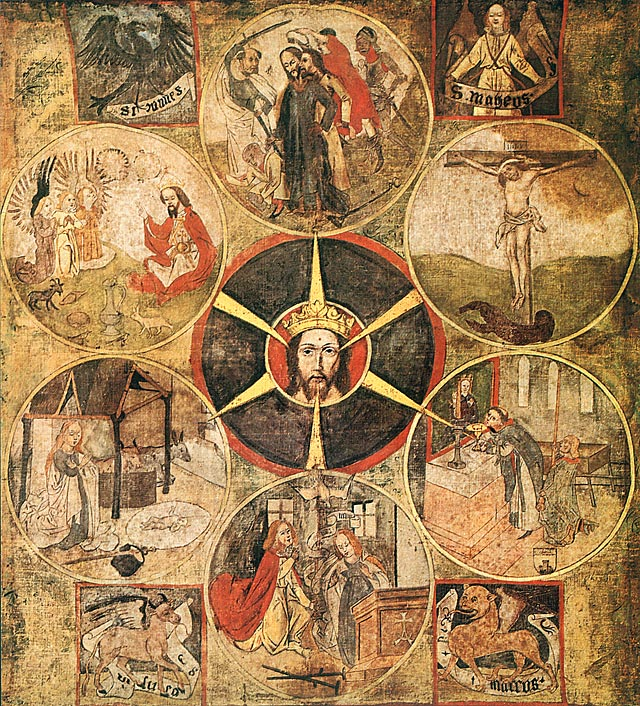
Sachsler Meditationstuch

Das Sachsler Meditationstuch, auch Meditationsbild des Niklaus von Flüe, Betrachtungsbild des hl. Bruder Klaus u. ä. genannt, ist ein spätmittelalterliches Tuchbild, das in enger Beziehung zum Leben des Schweizer Nationalheiligen Niklaus von Flüe (1417–1487) steht. Das Bild ist in Temperatechnik auf ein annähernd quadratisches Leinentuch (87,5 × 80,5 cm) gemalt. Es besteht aus einem zentralen und sechs gleich grossen, im Kreis darum angeordneten Rundbildern mit biblischen Darstellungen. In den Ecken befinden sich quadratische Abbildungen der Evangelistensymbole.
Das Original ist Eigentum der katholischen Pfarrei Sachseln und wird unzugänglich aufbewahrt. In der Pfarr- und Wallfahrtskirche Sachseln, wo es seit 1608 zur Verehrung ausgestellt war, befindet sich heute eine Replik, ebenso im Museum Bruder Klaus Sachseln. Grosse Bekanntheit erlangte das Bild dadurch, dass es 1981 und 1987 von den Schweizer Hilfswerken Fastenopfer und Brot für alle sowie 1980 und 1998 von Misereor als Hungertuchmotiv verwendet wurde.

## Beschreibung
Der ungewöhnlichste Teil des Gesamtbildes ist das Zentralmedaillon. Es zeigt in einem weissen Innenkreis auf rotem Grund ein gekröntes männliches Gesicht mit Bart und langen Haaren, den Christus-Typus in der Nachfolge des Abgar-Bildes. Die Fläche zwischen dem Innenkreis und dem roten Medaillonrand ist schwarz. Über diese Fläche hinweg verbinden sechs goldene Strahlen das Gesicht mit den sechs Aussenbildern, und zwar so, dass drei der Strahlen aussen spitz und innen gerade und drei – mit den anderen im Wechsel – innen spitz und aussen gerade sind, also eine gegenläufige Bewegung andeuten: vom Zentrum in die Peripherie – von der Peripherie ins Zentrum. Für diese Symbolgestalt gibt es in der Kunstgeschichte keine Parallelen.
Die sechs umgebenden Rundbilder zeigen in konventionellerer Ikonographie, von unten beginnend:
1. Ankündigung der Geburt Jesu an Maria (Strahl zur Mitte)
2. Geburt Christi (Strahl aus der Mitte)
3. Gott der Vater als Schöpfer, von drei Engeln verehrt (Strahl zur Mitte)
4. Gefangennahme Jesu (Strahl aus der Mitte)
5. Kreuzigung Christi (Strahl zur Mitte)
6. Wandlung bei der heiligen Messe (Strahl aus der Mitte).

## Deutungsansätze
Die Aussage des Bildes ist vielschichtig und im Detail umstritten. Die doppelte Dreizahl der Strahlen legt eine trinitarische Deutung nahe; diese wird auch durch die Niklaus-Biografie gestützt (s. u.). Die drei Medaillons, von denen die Strahlen nach innen gehen, sind offensichtlich Gott dem Vater – hier wäre chronologisch das Erdenwirken Jesu zu erwarten –, Gott dem Sohn und Gott dem Heiligen Geist – die Taube als Ausgangspunkt der Inkarnation – zugeordnet. Die Strahlen bezeichnen eine Wechselwirkung zwischen Innen und Aussen und lassen sich zu entsprechenden Aussagen der christlichen Mystik in Beziehung setzen.
Auf den sechs Aussenbildern finden sich Attribute, die es erlauben, ihnen Werke der Barmherzigkeit zuzuordnen: auf Bild 1 zwei Krücken für die Krankenfürsorge, auf Bild 2 Pilgerstab und Tasche für das Beherbergen der Fremden, auf Bild 3 Brot, Fisch und Weinkanne für das Speisen der Hungernden, auf Bild 4 eine Kette für das Besuchen der Gefangenen, auf Bild 5 ein Gewand (der Mantel Jesu) für das Bekleiden der Nackten und auf Bild 6 im Hintergrund ein Sarg für das Begraben der Toten.

## Entstehung und Rezeption

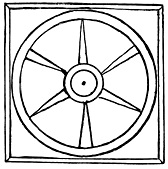
Radschema des Pilgertraktats (Augsburger Fassung)

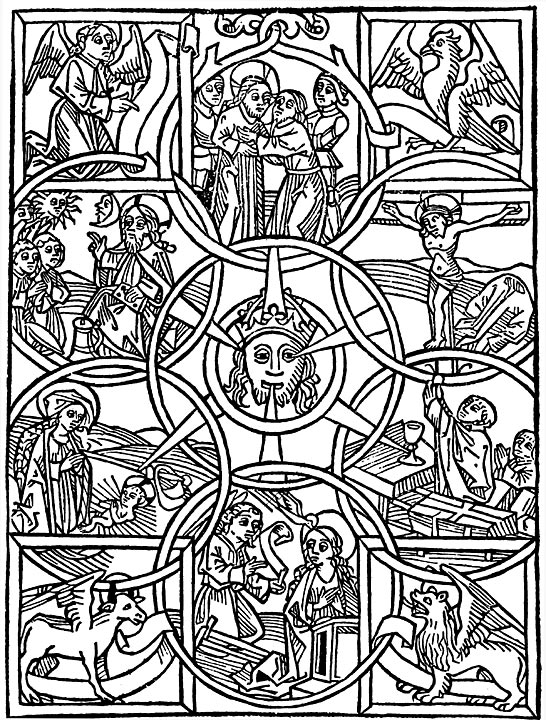
Holzschnitt im Pilgertraktat

Die wichtigste Quelle für die Geschichte des Tuchs ist Heinrich Gundelfingen (um 1440–1490), Theologieprofessor in Freiburg i. B. Er besuchte Niklaus von Flüe im Winter 1480/1481 in dessen Klause und verfasste danach die Historia Nicolai Underwaldensis heremite, eine Handschrift, die er 1488 der Stadt Luzern schenkte. Von ihm stammt wahrscheinlich auch der sogenannte Pilgertraktat mit dem Titel Brůder Claus, der 1488 in Augsburg und, leicht abweichend, im selben Jahr in Nürnberg ohne Verfasserangabe im Druck erschien.
Der Pilger des Pilgertraktats berichtet aus dem Verlauf seines Gesprächs mit Niklaus von Flüe: «[Bruder Klaus:] Ich wilt dich auch sehen lassen mein bůch, darinn ich lern und sůch die kunst diser lere. Und er trůg mir her verczaichnet ein figur in der geleichnus als ein rad mit sechs spaichen in diser gestalt als hernach volget.» Der Pilgertraktat illustriert diese Aussage mit einer Radskizze, aber auch mit einer Holzschnitt-Wiedergabe des ganzen Meditationstuchs. Weiter heisst es dort:

«Und er hůb an und sprach zu mir: Sihest du dise figur? Also ist das gỏtliche wesen. In dem mitelen punckten, das ist die ungeteÿlt gotheÿt, darinnen sich alle heÿligen erfrewen. Die drei spiczen, dÿe do geen in den punckt des inwendigen czirckels, das seind die drei person und geent auß von der einigen gotheÿt und haben umbegriffen den himel und darczů alle welt, dÿe seind in irem gewalt. Und als sÿ außgeent in gỏtlichem gewalt, also geend sÿ ein, und sind einig und unteÿlig in ewiger macht, das bedeüt dise figure.»

Umstritten ist, ob Niklaus dem Pilger die abstrakte Radskizze zeigte oder das ganze Tuchbild. Im ersten Fall wäre das Tuchbild eine sekundäre Ausformung, im zweiten wäre die Radskizze eine Reduktion des damals ganz neuartigen Mittelmedaillons. Umstritten ist auch, wie viel von den trinitarischen Deutungsaussagen auf Niklaus selbst zurückgeht und wie viel der Pilger hinzufügte.
Da das Tuchbild kunstgeschichtlich ins dritte Viertel des 15. Jahrhunderts und in die Sundgau-Region eingeordnet wird – dort vermutlich als Fastentuch geschaffen –, spricht viel dafür, dass es Niklaus von Flüe als Geschenk erhielt und seitdem als sein «Buch» des Glaubens verwendete.
Nach Niklaus’ Tod ging das Bild durch verschiedene Hände, bis es 1608 in die Sachsler Kirche gelangte. Dort wurde es 1611 auf eine Holzplatte gespannt und mit einer Inschrift versehen.